# Gentianaceae
Le Genzianacee (Gentianaceae Juss., 1789) sono una famiglia di piante angiosperme dell'ordine Gentianales, con distribuzione cosmopolita.

## Descrizione
La famiglia comprende in prevalenza specie erbacee o raramente arbustive.
Le foglie sono opposte, spesso prive di picciolo, con margine perlopiù intero, talora ciliato.
I fiori presentano 4 o 5 petali più o meno totalmente fusi. In alcune specie alla base dei petali sono presenti nettarii extrafloreali.
I frutti sono delle capsule.

## Tassonomia
La famiglia comprende 103 generi in 6 tribù:
- Tribù Chironieae (G.Don) Endl.

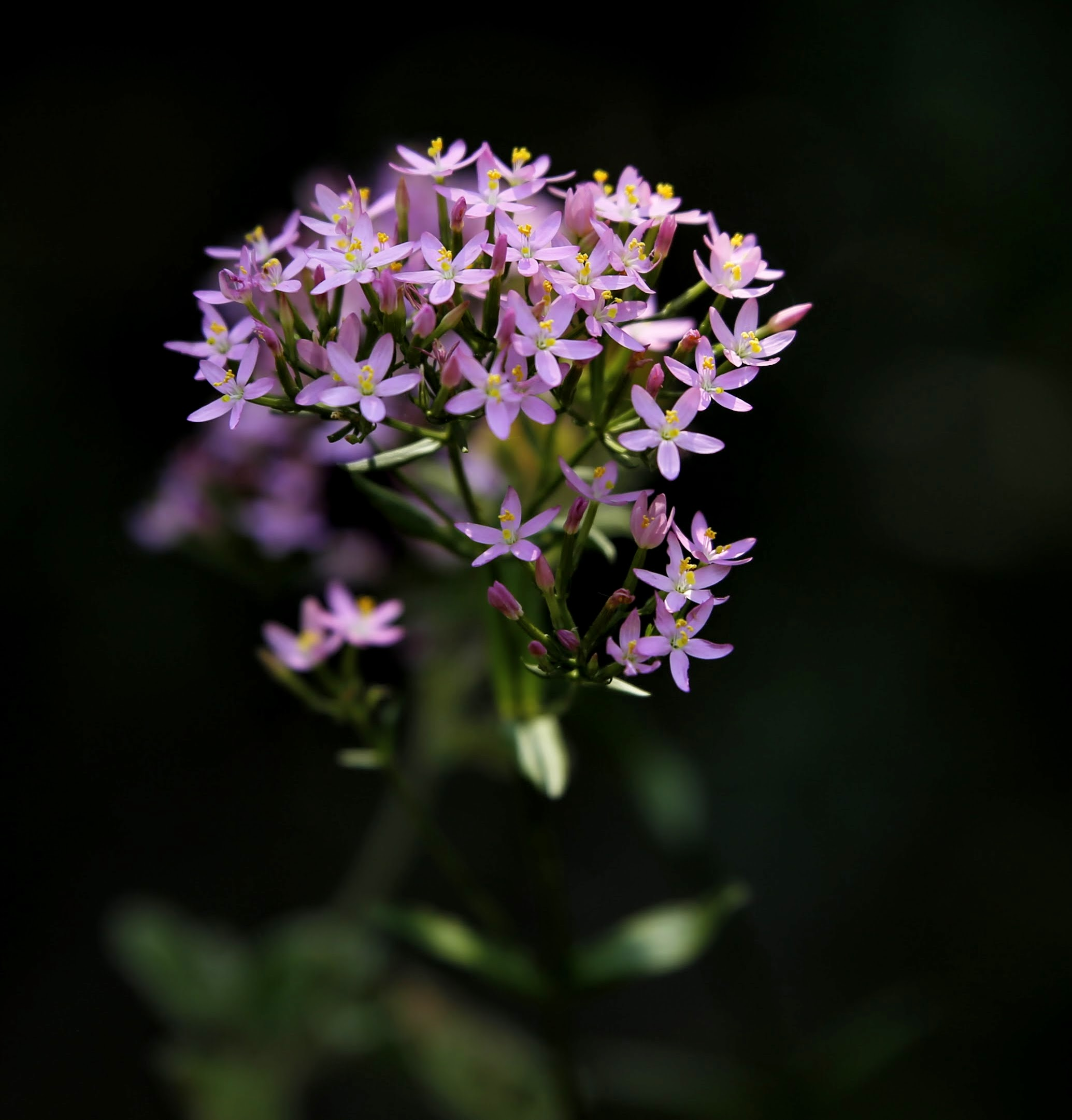
Centaurium erythraea

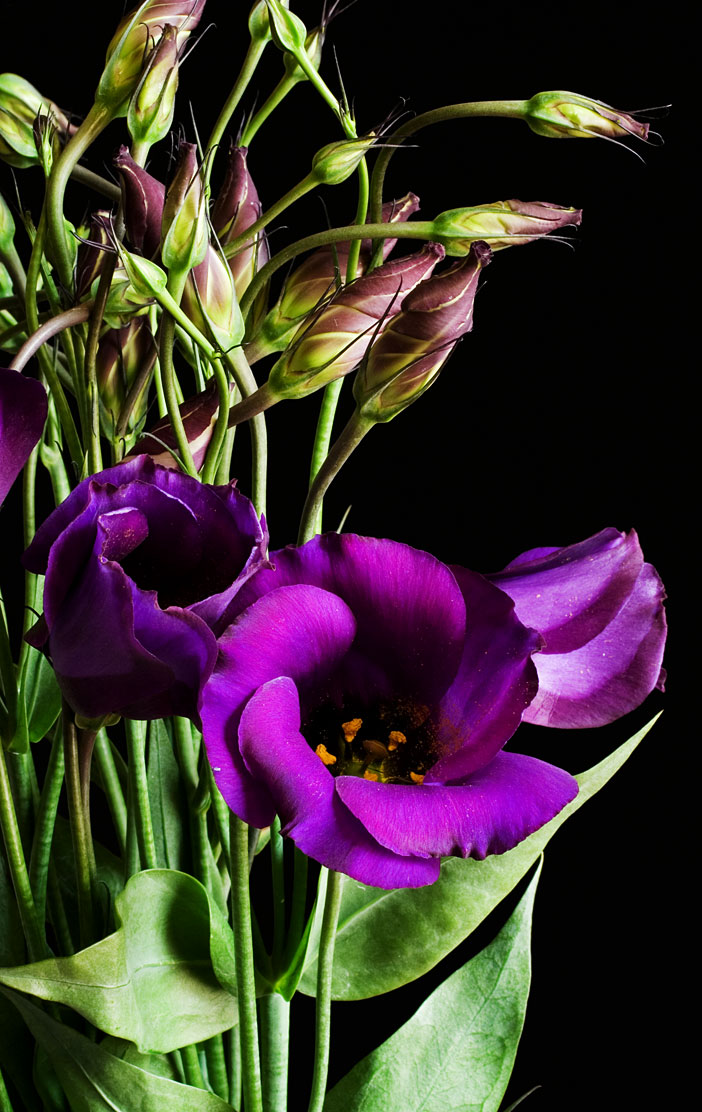
Eustoma russellianum

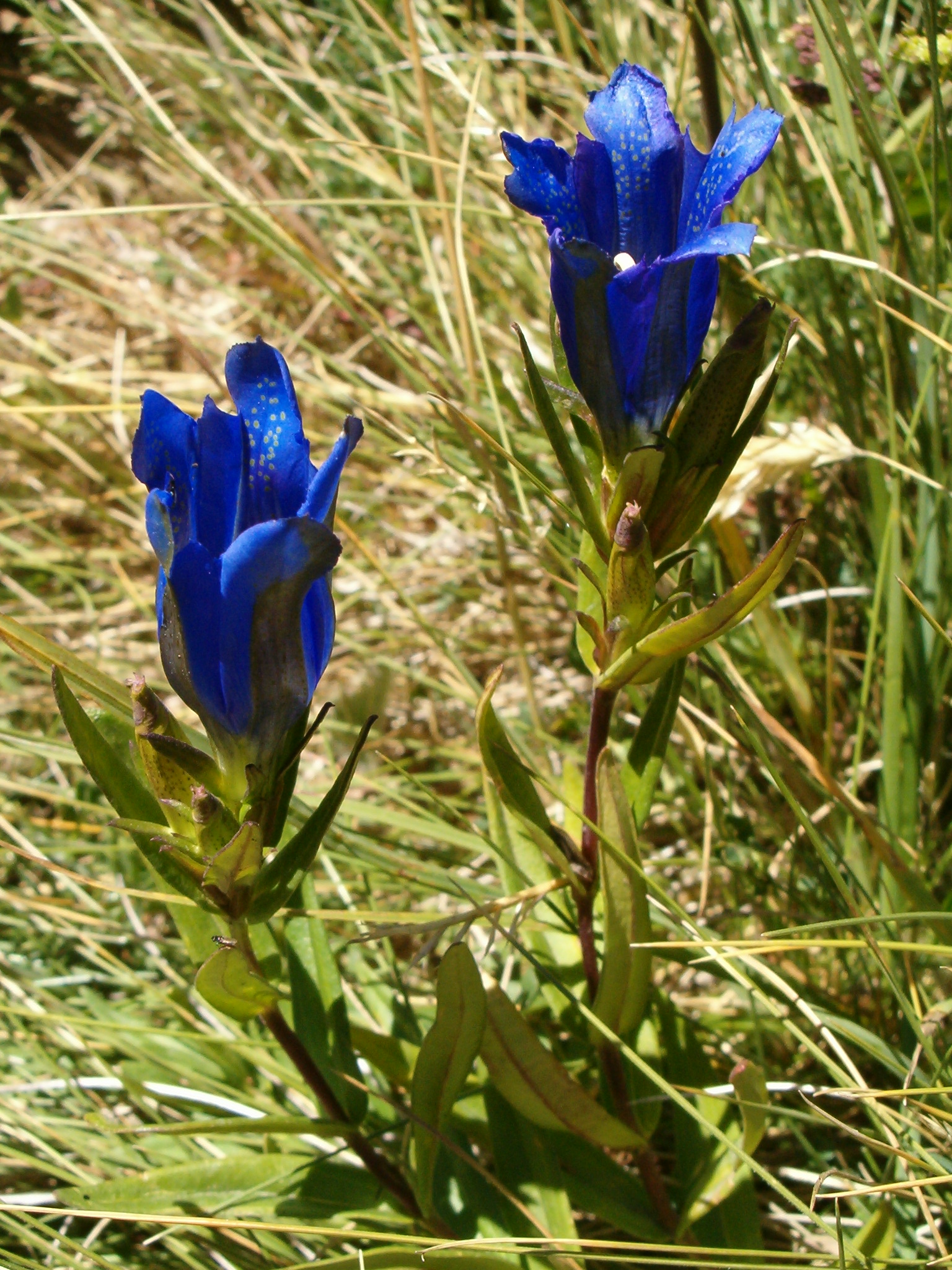
Gentiana pneumonanthe

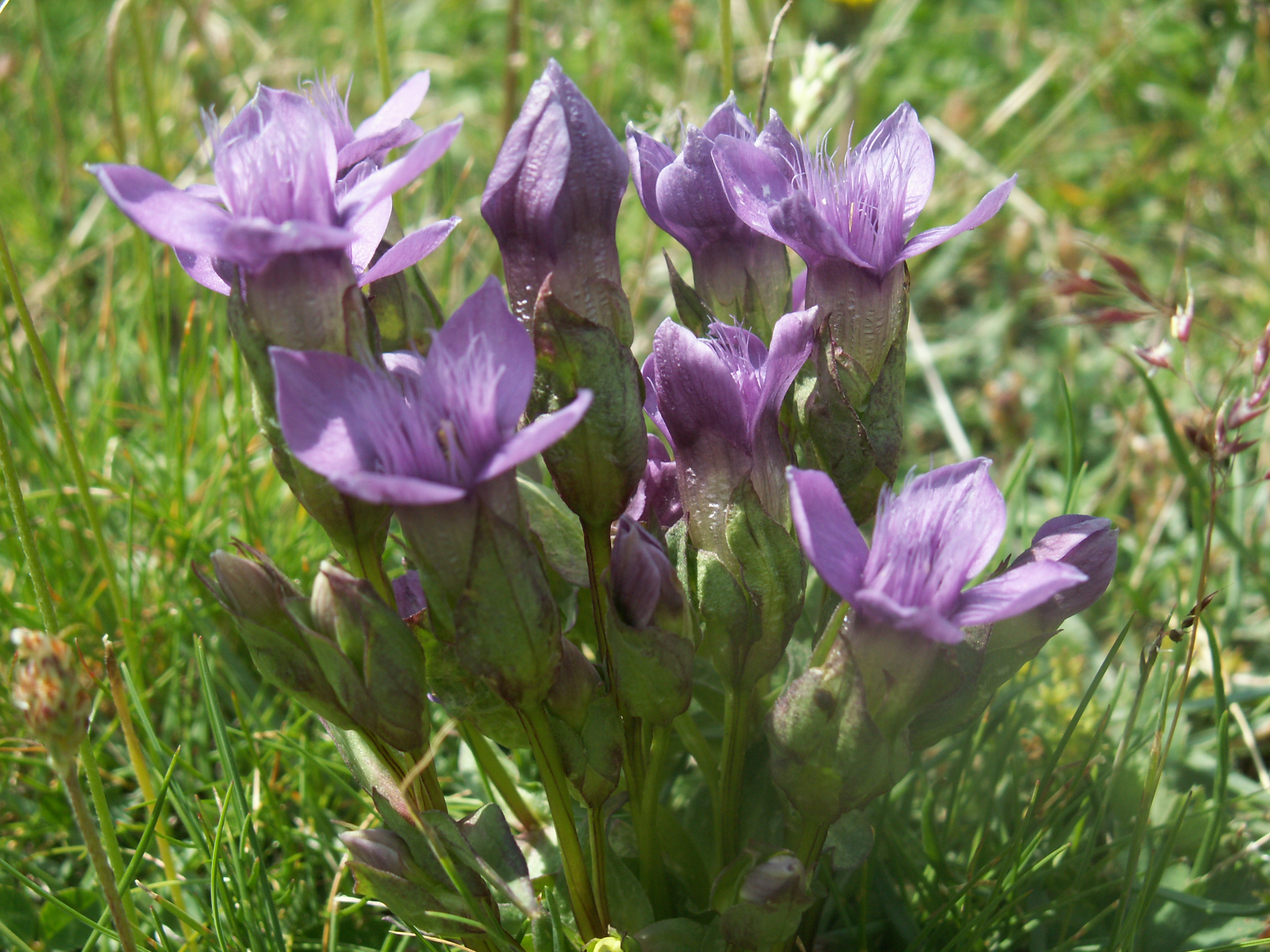
Gentianella campestris

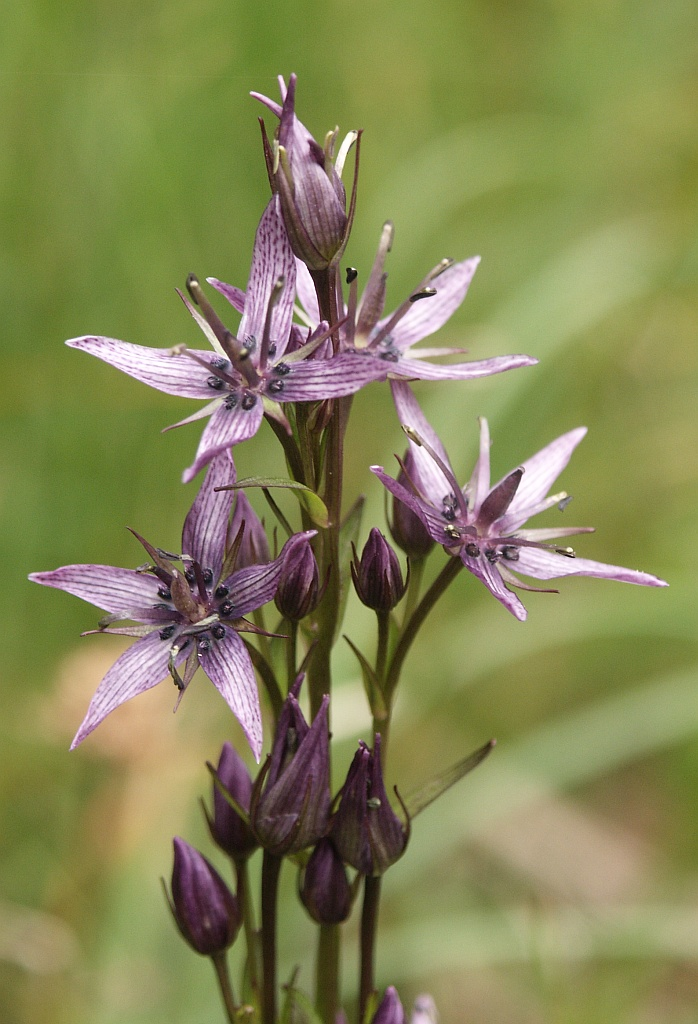
Swertia perennis

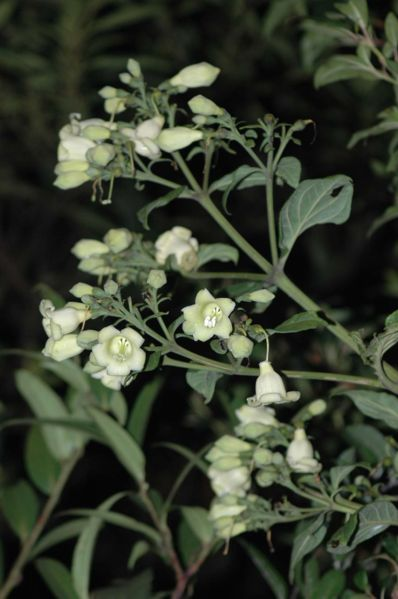
Macrocarpaea apparata

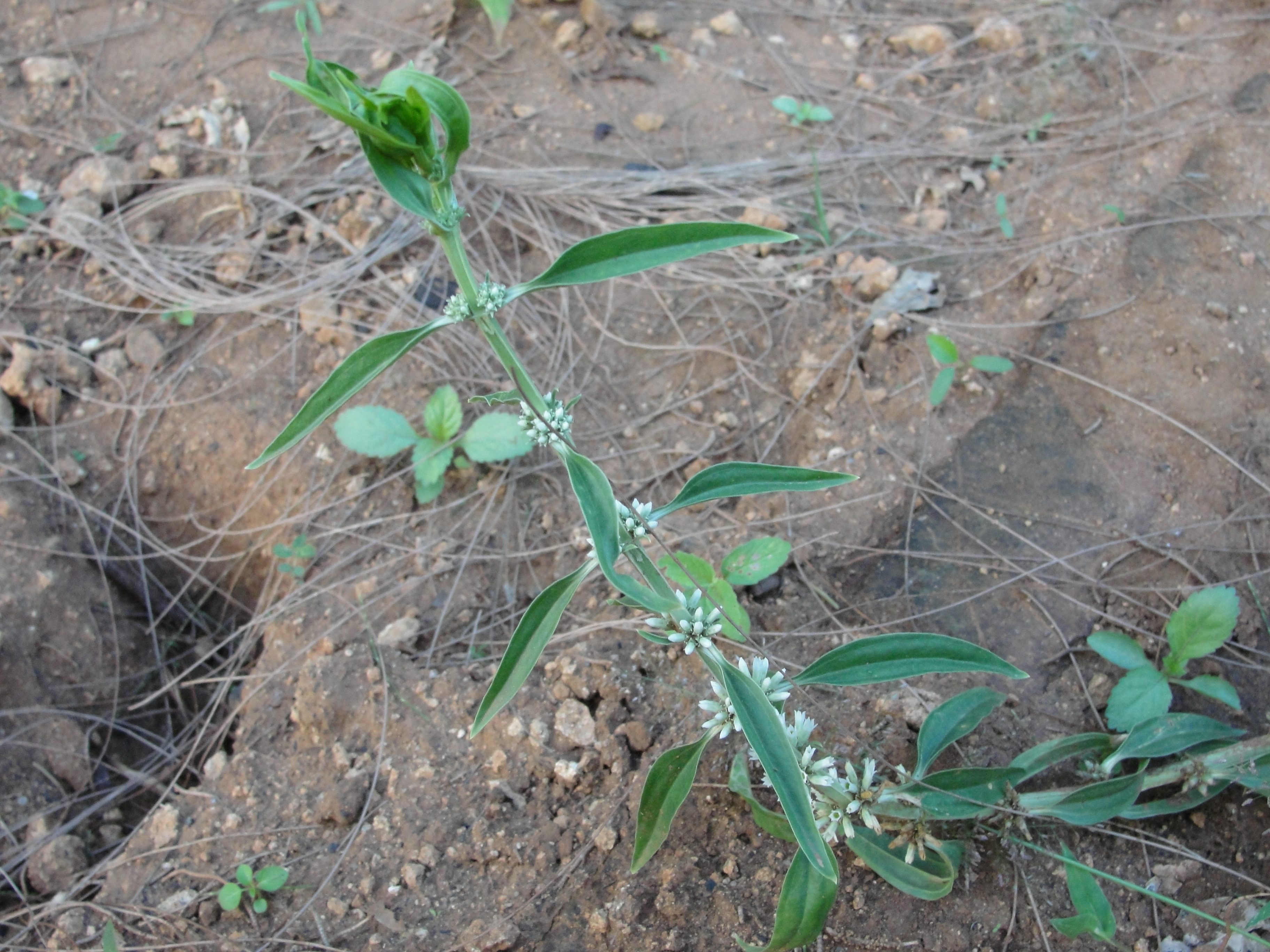
Enicostema axillare

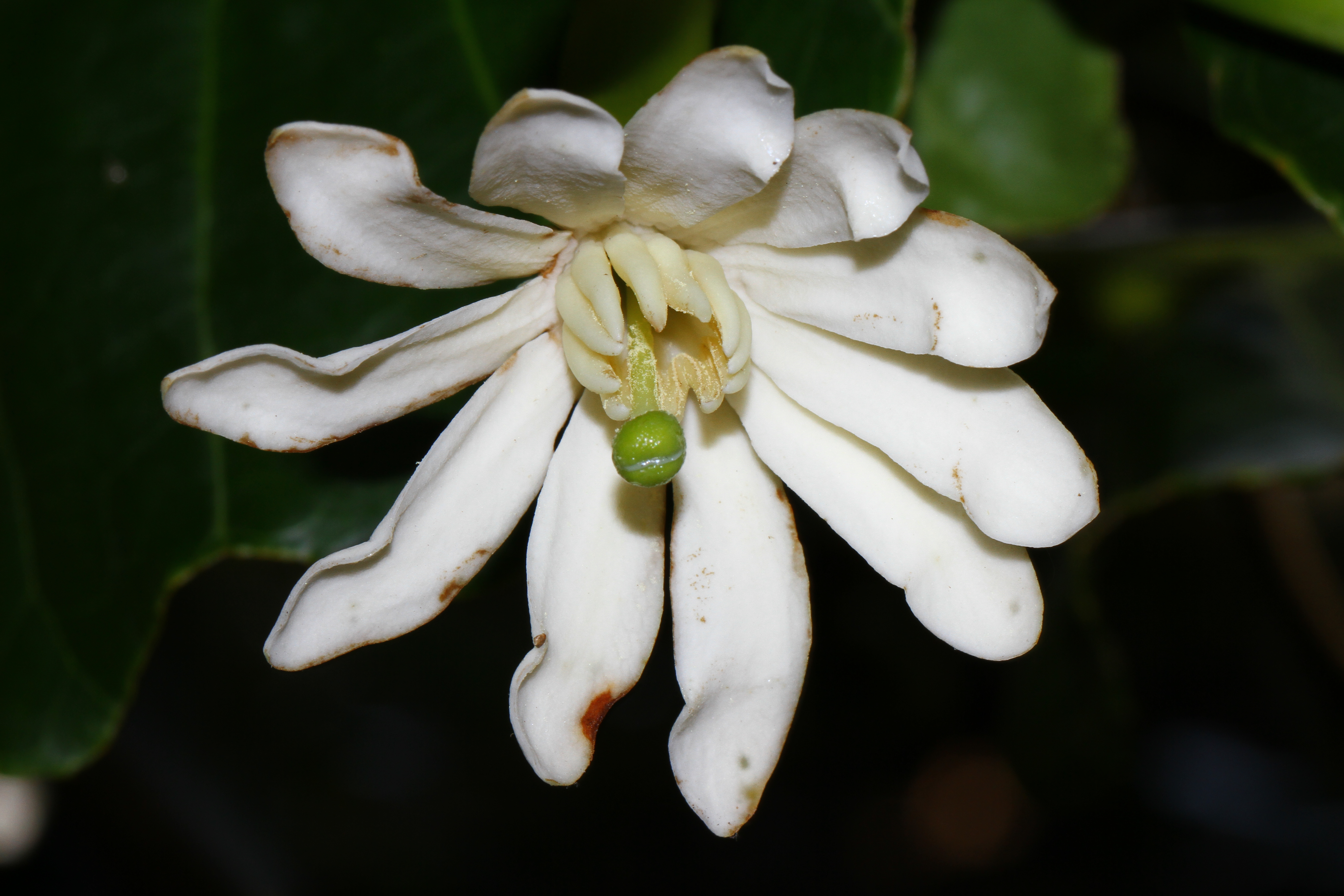
Anthocleista grandiflora

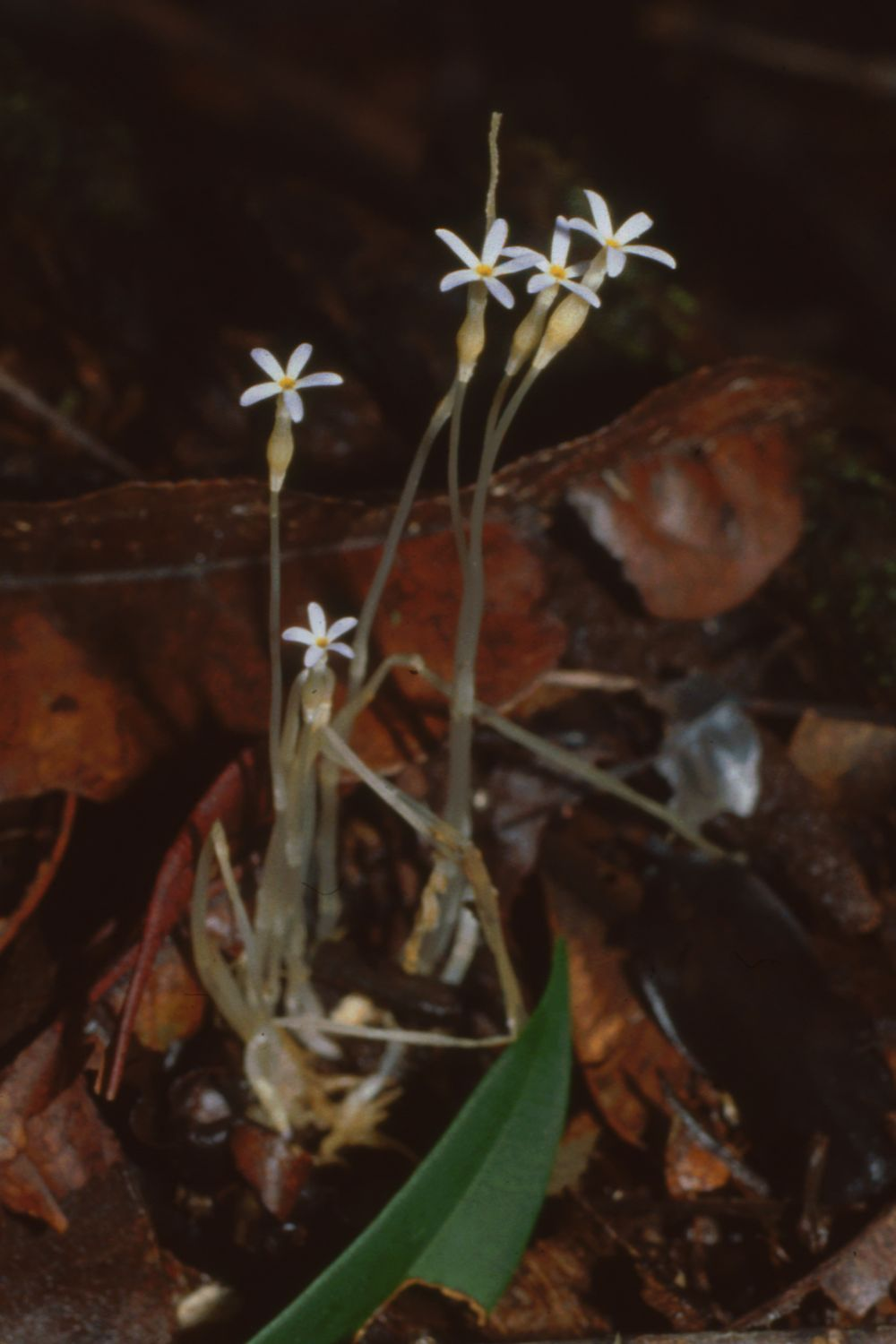
Voyria tenella

  - Sottotribù Canscorinae Thiv & Kadereit
    - Canscora Lam.
    - Cracosna Gagnep.
    - Duplipetala Thiv
    - Hoppea Willd.
    - Microrphium C.B.Clarke
    - Phyllocyclus Kurz
    - Schinziella Gilg

  - Sottotribù Chironiinae G.Don
    - Blackstonia Huds.
    - Centaurium Hill
    - Chironia L.
    - Cicendia Adans.
    - Eustoma Salisb.
    - Exaculum Caruel
    - Geniostemon Engelm. & A.Gray
    - Gyrandra Griseb.
    - Ixanthus Griseb.
    - Orphium E.Mey.
    - Sabatia Adans.
    - Schenkia Griseb.
    - Zeltnera G.Mans.
    - Zygostigma Griseb.

  - Sottotribù Coutoubeinae D.Don
    - Coutoubea Aubl.
    - Deianira Cham. & Schltdl.
    - Schultesia Mart.
    - Symphyllophyton Gilg
    - Xestaea Griseb.
- Tribù Exaceae Colla
  - Exacum L.
  - Exochaenium Griseb.
  - Gentianothamnus Humbert
  - Klackenbergia Kissling
  - Lagenias E.Mey.
  - Ornichia Klack.
  - Sebaea Sol. ex R.Br.
  - Tachiadenus Griseb.
- Tribù Gentianeae Dumort.
  - Sottotribù Gentianinae G.Don
    - Crawfurdia Wall.
    - Gentiana Tourn. ex L.
    - Kuepferia Adr.Favre
    - Metagentiana T.N.Ho & S.W.Liu
    - Sinogentiana Adr.Favre & Y.M.Yuan
    - Tripterospermum Blume

  - Sottotribù Swertiinae (Griseb.) Rchb.
    - Bartonia Muhl. ex Willd.
    - Comastoma Toyok.
    - Frasera Walter
    - Gentianella Moench
    - Gentianopsis Ma
    - Halenia Borkh.
    - Jaeschkea Kurz
    - Latouchea Franch.
    - Lomatogoniopsis T.N.Ho & S.W.Liu
    - Lomatogonium A.Braun
    - Megacodon (Hemsl.) Harry Sm.
    - Obolaria L.
    - Pterygocalyx Maxim.
    - Sinoswertia T.N.Ho, S.W.Liu & J.Q.Liu
    - Swertia L.
    - Veratrilla Franch.
- Tribù Helieae Gilg
  - Adenolisianthus (Spruce ex Progel) Gilg
  - Aripuana Struwe, Maas & V.A.Albert
  - Calolisianthus Gilg
  - Celiantha Maguire
  - Chelonanthus (Griseb.) Gilg
  - Chorisepalum Gleason & Wodehouse
  - Helia Mart.
  - Irlbachia Mart.
  - Lagenanthus Gilg
  - Lehmanniella Gilg
  - Macrocarpaea (Griseb.) Gilg
  - Neblinantha Maguire
  - Prepusa Mart.
  - Purdieanthus Gilg
  - Rogersonanthus Maguire & B.M.Boom
  - Roraimaea Struwe, S.Nilsson & V.A.Albert
  - Senaea Taub.
  - Sipapoantha Maguire & B.M.Boom
  - Symbolanthus G.Don
  - Tachia Aubl.
  - Tetrapollinia Maguire & B.M.Boom
  - Yanomamua J.R.Grant, Maas & Struwe
  - Zonanthus Griseb.
- Tribù Potalieae Rchb.
  - Sottotribù Faroinae Struwe & V.A.Albert
    - Congolanthus A.Raynal
    - Djaloniella P.Taylor
    - Enicostema Blume
    - Faroa Welw.
    - Karina Boutique
    - Neurotheca Salisb. ex Benth. & Hook.f.
    - Oreonesion A.Raynal
    - Pycnosphaera Gilg
    - Urogentias Gilg & Gilg-Ben.

  - Sottotribù Lisianthiinae G.Don
    - Bisgoeppertia Kuntze
    - Lisianthius P.Browne

  - Sottotribù Potaliinae 
    - Anthocleista Afzel. ex R.Br.
    - Cyrtophyllum Reinw.
    - Fagraea Thunb.
    - Limahlania K.M.Wong & Sugumaran
    - Picrophloeus Blume
    - Potalia Aubl.
    - Utania G.Don
- Tribù Saccifolieae Struwe, Thiv, V.A.Albert & Kadereit
  - Curtia Cham. & Schltdl.
  - Hockinia Gardner
  - Saccifolium Maguire & Pires
  - Tapeinostemon Benth.
  - Voyriella (Miq.) Miq.
- Tribù Voyrieae Gilg
  - Voyria Aubl.